# Thenay (Indre)
Thenay település Franciaországban, Indre megyében. Lakosainak száma 897 fő (2022. január 1.). Thenay Argenton-sur-Creuse, Chasseneuil, Luzeret, Le Pont-Chrétien-Chabenet, Rivarennes, Saint-Gaultier, Saint-Marcel és Vigoux községekkel határos.

## Népesség
A település népessége az elmúlt években az alábbi módon változott:
| Lakosok száma | 890  | 826  | 809  | 873  | 886  | 874  | 891  | 896  | 889  | 897  |
|               | 1968 | 1982 | 1990 | 2006 | 2013 | 2015 | 2017 | 2019 | 2020 | 2022 |